# Любомін-Жондови
Любомін-Жондови (пол. Lubomin Rządowy) — село в Польщі, у гміні Бонево Влоцлавського повіту Куявсько-Поморського воєводства.
Населення — 132 особи (2011).
У 1975-1998 роках село належало до Влоцлавського воєводства.

## Демографія
Демографічна структура станом на 31 березня 2011 року:
|          | Загалом | Допрацездатний вік | Працездатний вік | Постпрацездатний вік |
| -------- | ------- | ------------------ | ---------------- | -------------------- |
| Чоловіки | 64      | 12                 | 40               | 12                   |
| Жінки    | 68      | 16                 | 37               | 15                   |
| Разом    | 132     | 28                 | 77               | 27                   |